# Tampura

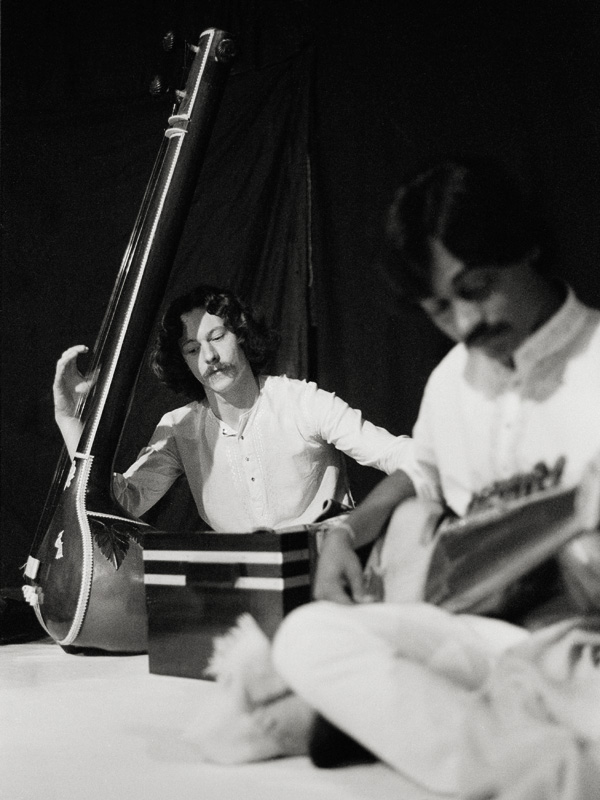
Severoindická tánpura (vlevo) při doprovodu sarodu

Tampura (Dévanágarí: तम्पूरा) je indický strunný drnkací nástroj patřící do skupiny louten. Název je odvozený od perského tanbur. Kromě severoindického tampura či tanpura používaného v kontextu hindustánské hudby se vyskytuje také v podobách tambúra (jižní Indie) nebo tamburo (Gudžarát).
Od stejného základu je odvozen i název tambura, který označuje nástroje loutnového typu používané v zemích jihovýchodní Evropy.

## Popis
Tvarem tampura připomíná sitár. Tělo sestává z usušené tykve a dřevěné rezonanční desky. Její dlouhý krk však nemá pražce ani žádné rezonanční struny. Tampury bývají většinou čtyřstrunné (tradiční počet) kdy nejběžnější je pořadí strun nazvaných "Pa" (někdy také "ma" nebo "Ni"), "Sa", "Sa", "Sa".
Výjimečně se vyskytují nástroje s pěti nebo šesti strunami. Tradičně se tampury vyrábějí v Miraji ve státě Maharáštra. Bývají v různých velikostech, základní dvě jsou nazývané jako mužská a ženská a co do zvuku se také hodí k různým hlasům. Kromě tampur s tělem z tykve se vyrábějí i celodřevěné nástroje jménem tampurí (nebo tánpurin) určené především pro doprovod dalších nástrojů. Další specialitou jsou tampury deskové.

## Technika hry
Drnkáním na prázdných strunách hráč vytváří pravidelné monotónní struktury, které slouží jako podklad pro melodické nástroje jako sitár nebo surbahar, případně pro zpěv. Na první pohled se zdá hra jednoduchá, avšak udržet správný rytmus a vyváženost intenzity drnkání není snadná věc. Velké tampury jsou při hře postaveny na zemi, menší tampurí usazené v klíně.

## Výrobci
Tradičně nejkvalitnější tánpury pochází z okolí města Miraj, kde má jejich výroba nejméně několikasetletou tradici. Následující seznam uvádí různé profesionální výrobce:
- Hiren Roy - sídlící v Kalkatě
- Sanjay Rikhi Ram - výrobce s vysokou prestiží (a nejvyššími cenami) sídlící v Dillí, na západě slavný díky Georgi Harrisonovi - koupil si zde první sitár
- Radha Krishna Sharma - vysoce kvalitní výrobce z Váránasí
- Bina - jeden z mála kvalitních výrobců z Dillí, není totožné s BIBA!
- Manoj Kumar Sardar - Kalkata
- Radhey Shyam Sharma - Váránasí